# Ртутьтрилитий
Ртутьтрили́тий — бинарное неорганическое соединение, интерметаллид
лития и ртути
с формулой Li3Hg,
кристаллы.

## Получение
- Сплавление стехиометрических количеств чистых веществ в инертной атмосфере:

{\displaystyle {\mathsf {3Li+Hg\ \xrightarrow {375^{o}C} \ Li_{3}Hg}}}

## Физические свойства
Образует кристаллы кубической сингонии, пространственная группа F m3m, параметры ячейки a = 0,6597 нм, Z = 4, структура типа трифторида висмута BiF3.
Соединение конгруэнтно плавится при температуре 375 °C.